# Wadjmes
Wadjmes, auch Wadjmose oder Wadj-messu, war ein altägyptischer Prinz zur Zeit der 18. Dynastie, (Neues Reich) und ein Sohn von Thutmosis I.

## Herkunft und Familie

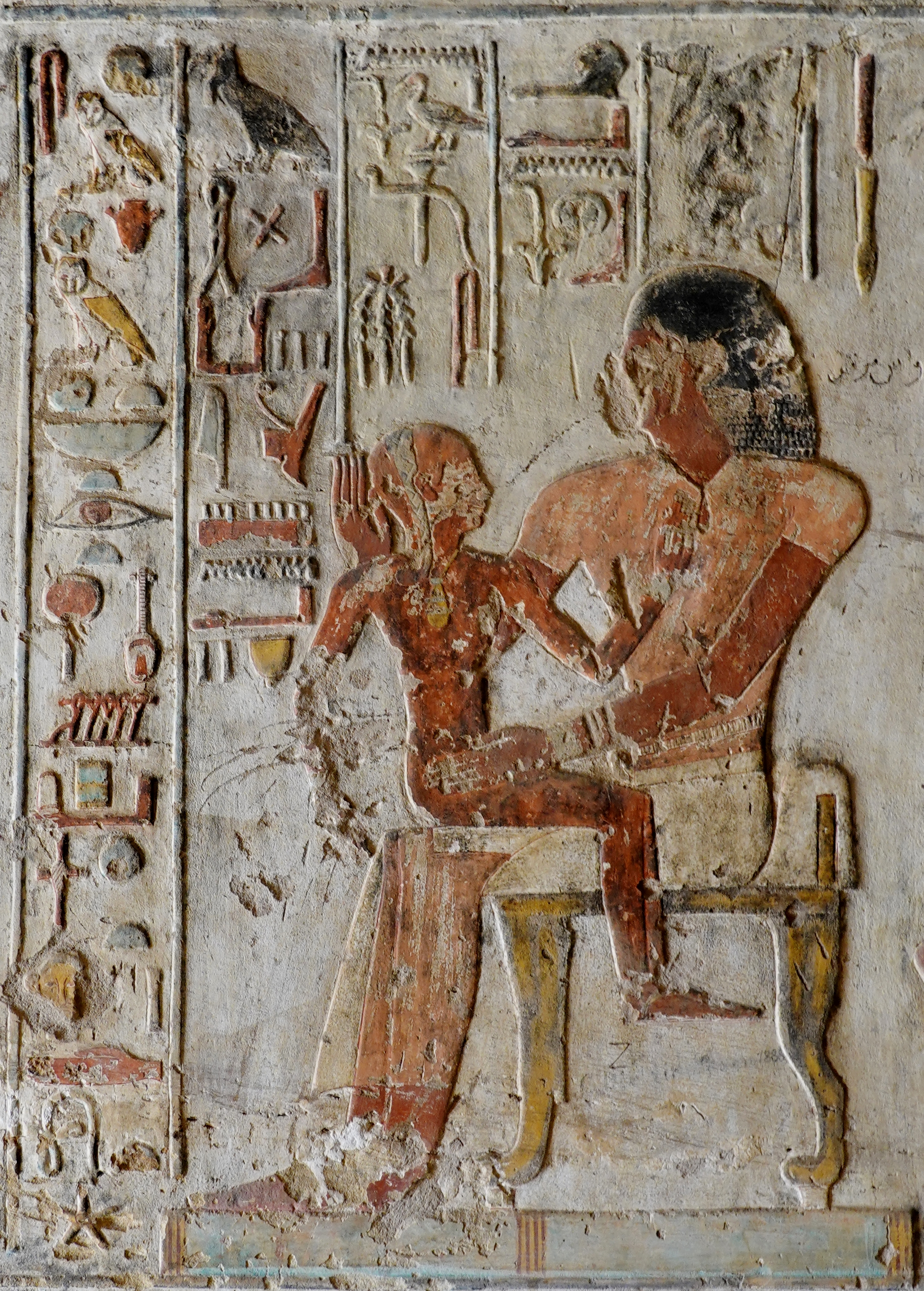
Wadjmes als Kind im Grab des Paheri

Wadjmes wurde vermutlich einige Jahre vor der Thronbesteigung seines Vaters Thutmosis I. geboren. Es ist nicht gesichert, dass seine Mutter die Große königliche Gemahlin Ahmose war, da ihr aufgrund der bisherigen Fundlage nur die zwei Töchter Hatschepsut und Nofrubiti als sicher zugeordnet werden können.
Gemäß dem Ägyptologen Aidan Dodson wird allerdings allgemein angenommen, dass sowohl Wadjmes als auch Amunmose Söhne aus dieser Beziehung waren. Michael Höveler-Müller hingegen sieht in Wadjmes einen Sohn der Nebenfrau Mutnofret.
Wie sein Bruder Amunmose verstarb auch Wadjmes noch zu Lebzeiten seines Vaters, sodass Thutmosis I. ein weiterer Sohn mit Mutnofret, Thutmosis II., auf den Thron folgte.

## Belege
Im Grab des Paheri in El-Kab ist Wadjmes auf dem Schoß seines Erziehers sitzend dargestellt. Im selben Grab findet sich eine weitere Darstellung, die ihn zusammen mit seinem Bruder Amunmose zeigt. Seinem Namen geht dort die Bezeichnung „Sohn des Königs“ (Sa nisut) voraus. In Theben-West, zwischen dem späteren Ramesseum und dem Totentempel Thutmosis IV., befindet sich eine ihm gewidmete Kapelle. Sie wurde vermutlich in der Regierungszeit seines Bruders / Halbbruders Thutmosis II. errichtet. Hier fand sich auch eine Statue der Königin Mutnofret.